# 61 Armia (ZSRR)

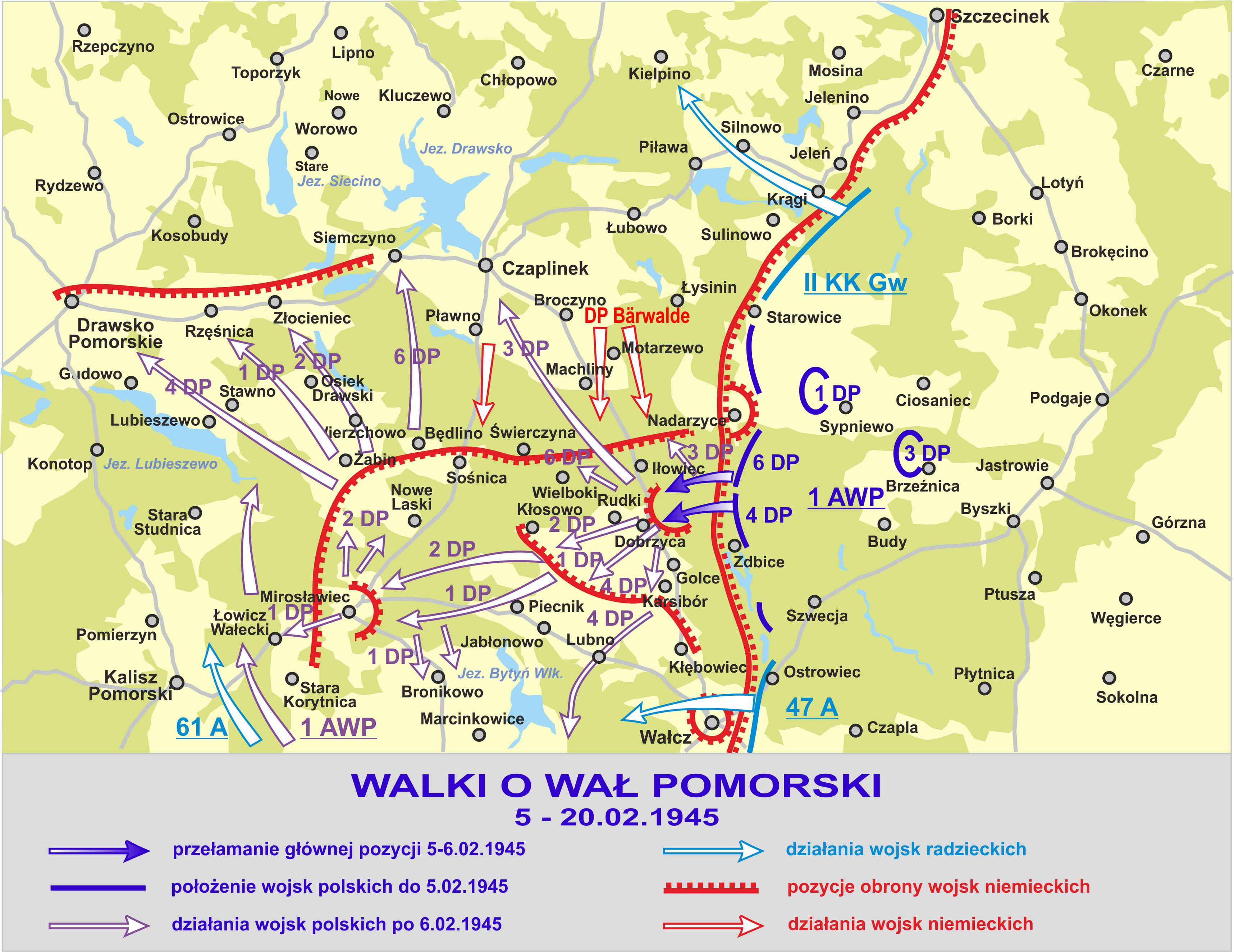
Armia brała udział w walkach o Wał Pomorski (5 - 20.02.1945)

61 Armia (ros. 61-я армия) – związek operacyjny Armii Czerwonej.

## Formowanie i walki
61 Armia wchodziła w skład Frontu Briańskiego, a dowodził nią gen. lejtn. Markian Popow. Następnie dowodzona była przez gen. płk Pawła Biełowa i wchodziła w skład 1 Frontu Białoruskiego. Funkcję szefa sztabu pełnił gen. lejtn. Aleksandr Pulko-Dmitriew. W styczniu 1945 roku, w ramach operacji wiślańsko-odrzańskiej 61 Armia działająca z przyczółka warecko-magnuszewskiego oraz 47 Armia nacierająca od strony Modlina, uderzyły w kierunku Błonia oskrzydlając Warszawę z północnego i południowego zachodu, tworząc tzw. kocioł warszawski. Znalazła się w nim niemiecka 9 Armia. Rejon Szczecina 61 Armia osiągnęła 4 marca 1945 roku. Wraz z 2 Armią Pancerną Gwardii uczestniczyła w bitwie o Stargard Szczeciński. W walkach o miasto armia niemiecka straciła około 4 tys. żołnierzy.

## Dowództwo armii
Dowódcy:
- gen. lejtn. Markian Popow
- gen. płk Paweł Biełow

Członek Rady Wojennej:
- gen. mjr Dmitrij Dubrowskij

Szef sztabu:
- gen. por. Aleksandr Pulko-Dmitriew[5].

## Struktura organizacyjna
w 1945 roku:
- 9 Gwardyjski Korpus Strzelecki – gen. lejt. Grigorij Chaljuzin
- 80 Korpus Armijny – gen. mjr Wiktor Wierżbickij
- 89 Korpus Armijny – gen. mjr Michaił Sijazow